# Drei Klavierstücke (Schubert)
I Drei Klavierstücke sono una serie di tre composizioni per pianoforte scritte da Franz Schubert nel 1828.

## Storia
Dopo gli Impromptus op. 90 e op. 142 Schubert scrisse, tra la primavera e l'estate del 1828, tre pezzi per pianoforte dalla caratteristica di Improvviso; molto probabilmente il musicista aveva intenzione di completare la raccolta come aveva fatto con le due precedenti e pubblicarla come Quattro Impromptus. La serie rimase incompiuta, forse per la prematura scomparsa dell'autore avvenuta pochi mesi più tardi. Le tre composizioni restarono inedite fino a quando furono date alle stampe nel 1868 grazie all'intervento di Johannes Brahms che ne seguì personalmente la pubblicazione.

## Struttura e analisi
1. Allegro assai (Mi bemolle minore). Andante (Si maggiore)
2. Allegretto (Mi bemolle maggiore). L'istesso tempo (Do bemolle maggiore)
3. Allegro (Do maggiore), (Re bemolle maggiore)

I tre brani si possono definire a tutti gli effetti Improvvisi; stilisticamente assai simili alle op. 90 e op. 142, sono però costruiti con una forma più complessa e articolata. Nelle intenzioni del musicista anche questi brani, come i precedenti, dovevano essere destinati a esecutori di moderato livello, per cui egli cercò di contenere, nei limiti del possibile, eventuali difficoltà tecniche e interpretative.
Il primo Klavierstuck, in 2/4, inizia con un Allegro assai e si presenta subito con un aspetto di Rondò esponendo un tema fortemente ritmato e incalzante; la sezione centrale è stata definita da Einstein "alla francese" in quanto simile allo stile di Kreutzer, ed è seguita da un Andante in Si maggiore che apre una parentesi sognante di grande poesia. Una successiva parte, in Mi bemolle maggiore, rivela invece un aspetto quasi giocoso, di piacevolezza infantile. Nel manoscritto originale era presente un'altra sezione in La bemolle maggiore, un Andante, che è stato poi cancellato da Schubert che, probabilmente, temeva di allungare troppo la composizione. Anche Brahms nella pubblicazione dei Klavierstücke giustamente non considerò la parte che invece oggi viene spesso riproposta dagli esecutori.
Il secondo pezzo è un Allegretto, come il primo simile a un Rondò, caratterizzato da una semplicità e una spontaneità prettamente schubertiane. La parte iniziale ha l'aspetto di una barcarola «un po' languida, in uno stile tipicamente all'italiana»; ed è un brano calmo e cantabile. Le due sezioni successive sono più mosse; la prima, suonata sul registro basso del pianoforte, è in Do minore ed esprime sensazioni inquiete evocando impressioni tormentate. L'altra, in La bemolle minore, riporta alla febbrile drammaticità del lied Erlkönig.
Il terzo brano è il più corto della serie ed è un Allegro fortemente ritmato, ricco di sincopi; non presenta aspetti contrastanti come i due Klavierstücke precedenti, ma è più uniforme, pervaso sempre da un'allegria popolaresca, particolarmente nella sezione centrale che richiama un tipico Ländler.